# Neustadt (Eichsfeld)
Neustadt (Eichsfeld) este o comună din landul Turingia, Germania.